# Les Murailles de Samaris
Les Murailles de Samaris est le premier album de la série de bande dessinée Les Cités obscures.

## Synopsis
Le jeune Franz Bauer, habitant de la ville de Xhystos, est envoyé en mission dans la très lointaine cité de Samaris pour une durée de plusieurs mois. On n'a plus de nouvelles de la ville et des précédents émissaires qu'on y a envoyés. Une fois arrivé dans la ville après un long et difficile voyage, il semble tourner en rond ne voyant pas les limites de cette cité qui semble vivante. Franz finit par reconnaître que la ville de Samaris et ses habitants sont seulement un simulacre, une coulisse de théâtre. Il réussit à s'échapper de la ville et de rentrer à Xhystos, où il trouve à son horreur que cette ville est également devenue un simulacre.

## Critique
- 1984 : Prix des lecteurs de Bédésup, catégorie « meilleur recherche graphique »[1]

## Éditions
- Prépublication dans (À suivre) no 53 à 56, en 1982.
- 1983 : 44 pl.
- 1984 : 46 pl. ; Fin modifiée à partir de la pl. 42 + une case redessinée p. 35.
- 1988 : 46 pl. + jaquette et postface (texte de Benoît Peeters + croquis).
- 2007 : édition entièrement revue et augmentée de Les Mystères de Pâhry.